# Afrocentryzm

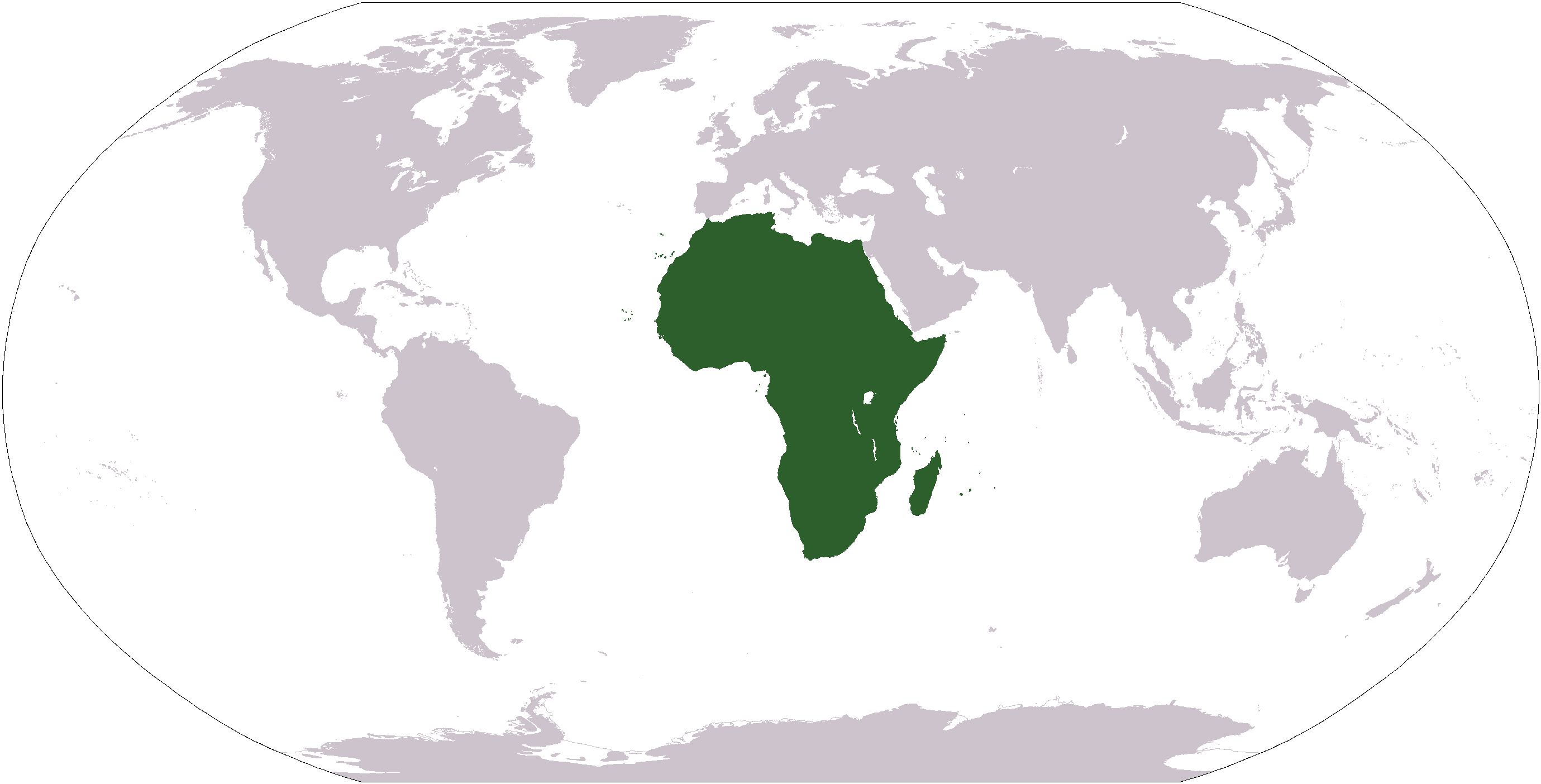
Mapa świata pokazująca Afrykę

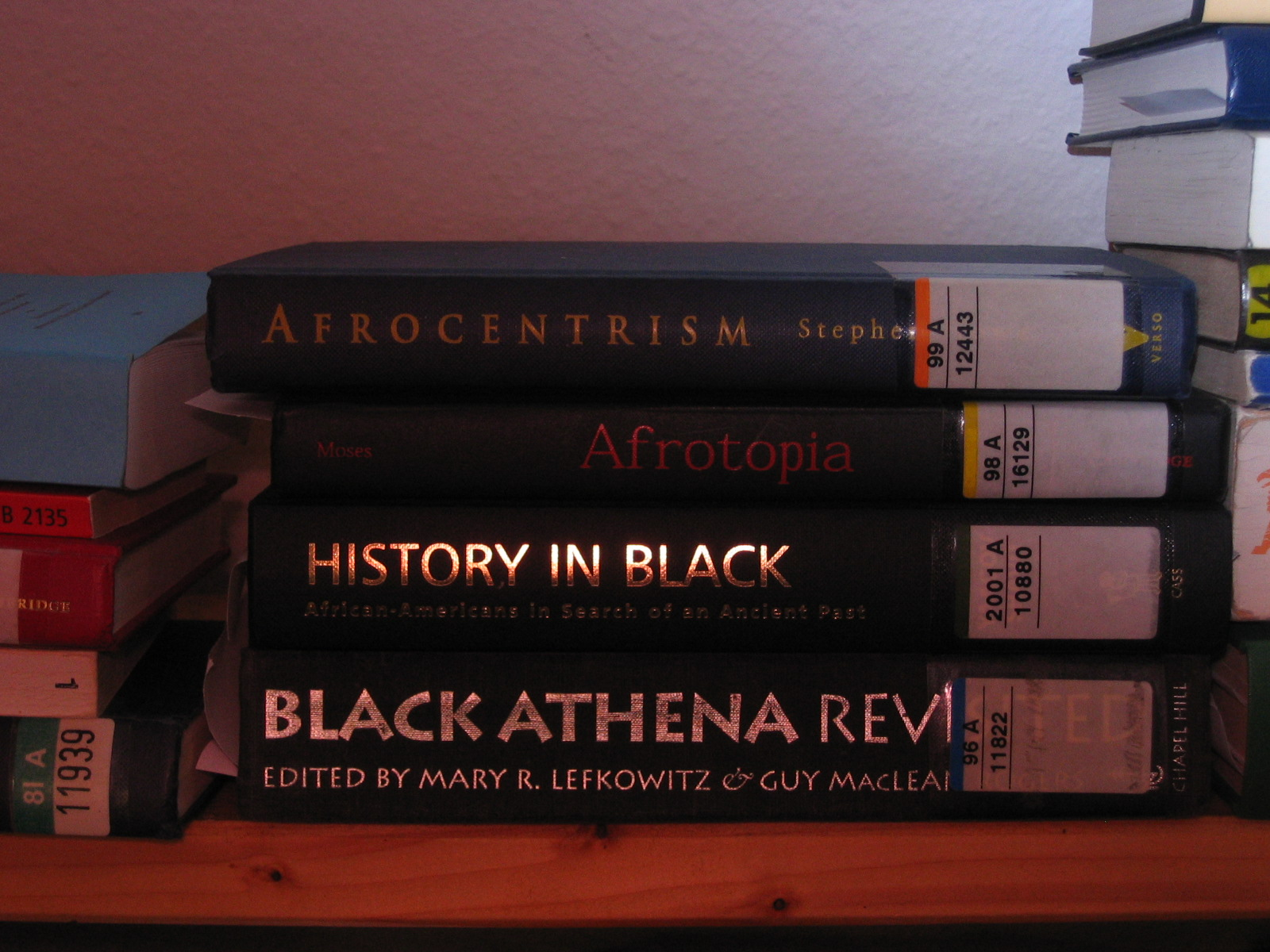
Stos książek o treści afrocentrycznej

Afrocentryzm – praktyka, postawa, ideologia, system światopoglądowy mający na celu, świadomie lub nie, stawianie kultur czarnej Afryki wyżej od innych i podkreślanie ich wkładu w historię świata.

## Historia
Afrocentryzm powstał jako odmiana etnocentryzmu będącego w opozycji na eurocentryczny stosunek do ludów rasy negroidalnej oraz ich wkładu historycznego i cywilizacyjnego. Afrocentryczne spojrzenie dąży do rewizji historii ze szczególnym naciskiem na kultury afrykańskie (w tym starożytnego Egiptu).
Afrocentryzm narodził się w kręgach afroamerykańskich w latach sześćdziesiątych i do dziś zasadniczo jest wyznawany głównie Stanach Zjednoczonych. U niektórych ruchów i organizacji, takich jak Czarne Pantery, Czarni Izraelici (którzy członkowie uważają się za potomków starożytnych Żydów, którzy mieli wyemigrować i osadzić się w Ameryce jeszcze przed Kolumbem), oraz Naród Islamu, termin ten nabiera rasistowskich konotacji w stosunku do innych kultur i grup etnicznych.